# Lalita
Lalita je ženské křestní jméno. Pochází z indického jazyka sanskrt (ळलिता - Lalitá) a její význam je toužící, toužebná, okouzlující, hravá. Jedná se o jedno z hlavních jmen Déví a také je to jméno jedné z osmi hlavních gópí, společnic mladého boha Kršny ve Vrindávanu.

## Známé nositelky
- Lalita Bakshi, fiktivní postava z indo-amerického filmu Bride and Prejudice (česky: Moje velká indická svatba). Ztvárnila ji Aishwarya Rai
- Lalita Gupta, fiktivní postava z amerického seriálu Teorie velkého třesku
- Lalita Lajni, indická malířka
- Lalita Tademy
- Lalita Gangy
- Lalita Noronha, indická mikrobioložka
- Lalita D. Booth
- Lalita Trishati Stotram
- Lalita Udpa, profesorka